# Sabine Walkenbach
Sabine Walkenbach, geborene Sabine Wegener (* 14. August 1955 in Bad Harzburg) ist eine deutsche Schauspielerin und Synchronsprecherin.

## Leben und Karriere
Walkenbach besuchte von 1985 bis 1988 die Beuth Hochschule für Technik Berlin und studierte dort Medieninformatik und danach für drei Jahre Schauspiel an der Hochschule für Schauspielkunst Ernst Busch Berlin. Schon während des Studiums arbeitete sie nebenbei auf verschiedenen Bühnen als Schauspielerin. Unter ihrem Mädchennamen Sabine Wegener (nicht identisch mit der Schauspielerin Sabine Wegner) spielte sie 1985 eine Rolle in dem Film Männer. Seit 1998 ist sie überwiegend als Synchronsprecherin tätig.

## Synchronisationen

### Film
- 1998: Der Preis der Begierde (als Macks Sekretärin für Tanja Reichert)
- 2006: Oh, wie schön ist Panama (als verschiedene Tiere)
- 2020: Little Women (als Mrs. Kirke für Maryann Plunkett)
- 2020: Soul (als Melba für Margo Hall)

### Serien
- 1995–2001: Star Trek: Raumschiff Voyager (als Technikerin für Wendy Speake)
- 2006–2013: Coco, der neugierige Affe (als Verkäuferin)
- 2017: Genius: Einstein (als Pauline Winteler für Lucy Russell)
- 2019–2024: Magnum P.I. (als Teuila „Kumu“ Tuileta für Amy Hill)
- 2020: Der Babysitter-Club (als Mimi Yamamoto für Takayo Fischer)
- 2021: Navy CIS (als Gila Shaw für Wendy Worthington und für Adilah Barnes als Nellie)